# Wheeling (Západní Virginie)
Wheeling je město v Ohio County a Marshall County v Západní Virginii, páté největší město státu. V roce 2020 ve městě žilo přibližně 27 tisíc obyvatel. Nachází se na řece Ohio. Je okresním městem Ohio County.

## Etymologie
Původ jména města je sporný, ale nejčastěji se uvádí, že pochází od názvu říčky Wheeling Creek, název říčky má původ v jazyce Lenapů, kde wih link nebo wee lunk, znamená místo hlavy nebo místo lebky. Tento název se údajně vztahuje k bělošskému osadníkovi, který zde byl skalpován.

## Historie
Wheeling byl založen v roce 1769. Na místě dnešního města se usadil Ebenezer Zane. Později se na místo vrátil se svou manželkou a svými dvěma bratry. Původní název města byl Zanesburg. Městská práva má od roku 1805.
Na počátku 20. století byl Wheeling největším městem v Západní Virginii, dokud jej nepředstihlo dnešní hlavní město státu Charleston. Wheeling byl dvakrát hlavním městem Západní Virginie, v letech 1861–1870 a 1875–1885.

## Sport
Ve Wheelingu sídlí hokejový klub Wheeling Nailers.